# کوه تننو
کوه تننوزان، تننوزان (به ژاپنی: 天王山 Tennōzan) یک کوه در اویامازاکی در کیوتو است. نام این کوه از معبدی که در آن است گرفته شده است. نبردهای بسیاری در این کوه صورت گرفته است، برای نمونه نبرد یامازاکی بین تویوتومی هیده‌یوشی و آکچی میتسوهیده